# Ганнопільська сільська рада (Ємільчинський район)
| Ганнопільська сільська рада — колишня адміністративно-територіальна одиниця та орган місцевого самоврядування у Ємільчинському районі Житомирської області Української РСР та України з адміністративним центром у с. Ганнопіль. Сільській раді підпорядковувались населені пункти: - с. Ганнопіль - с. Бобрицька Болярка - с. Євгенівка - с. Єлизаветпіль - с. Киселівка - с. Новоолександрівка |

## Населення
Відповідно до результатів перепису населення СРСР, кількість населення ради, станом на 12 січня 1989 року, становила 401 особу.
Станом на 5 грудня 2001 року, відповідно до перепису населення України, кількість мешканців сільської ради становила 361 особу.

## Склад ради
Рада складалася з 12 депутатів та голови.

## Керівний склад сільської ради
| ПІБ                        | Основні відомості                                                                             | Дата обрання | Дата звільнення |
| -------------------------- | --------------------------------------------------------------------------------------------- | ------------ | --------------- |
| Мельник Надія Сергіївна    | Сільський голова, 1955 року народження, освіта, позапартійна                                  | 26.03.2006   | 31.10.2010      |
| Шевчук Геннадій Григорович | Сільський голова, 1971 року народження, освіта, член Всеукраїнського об'єднання «Батьківщина» | 31.10.2010   |                 |

Примітка: таблиця складена за даними джерела

## Історія
Створена 20 лютого 1975 року, в складі сіл Бобрицька Болярка, Ганнопіль, Євгенівка, Єлизаветпіль, Киселівка та Новоолександрівка Киянської сільської ради Ємільчинського району, в зв'язку з перенесенням адміністративного центру ради з с. Киянка до с. Ганнопіль з відповідним її перейменуванням.
Припинила існування 23 грудня 2016 року через об'єднання до складу Барашівської сільської територіальної громади Ємільчинського району Житомирської області.